# 霍華德·唐納德

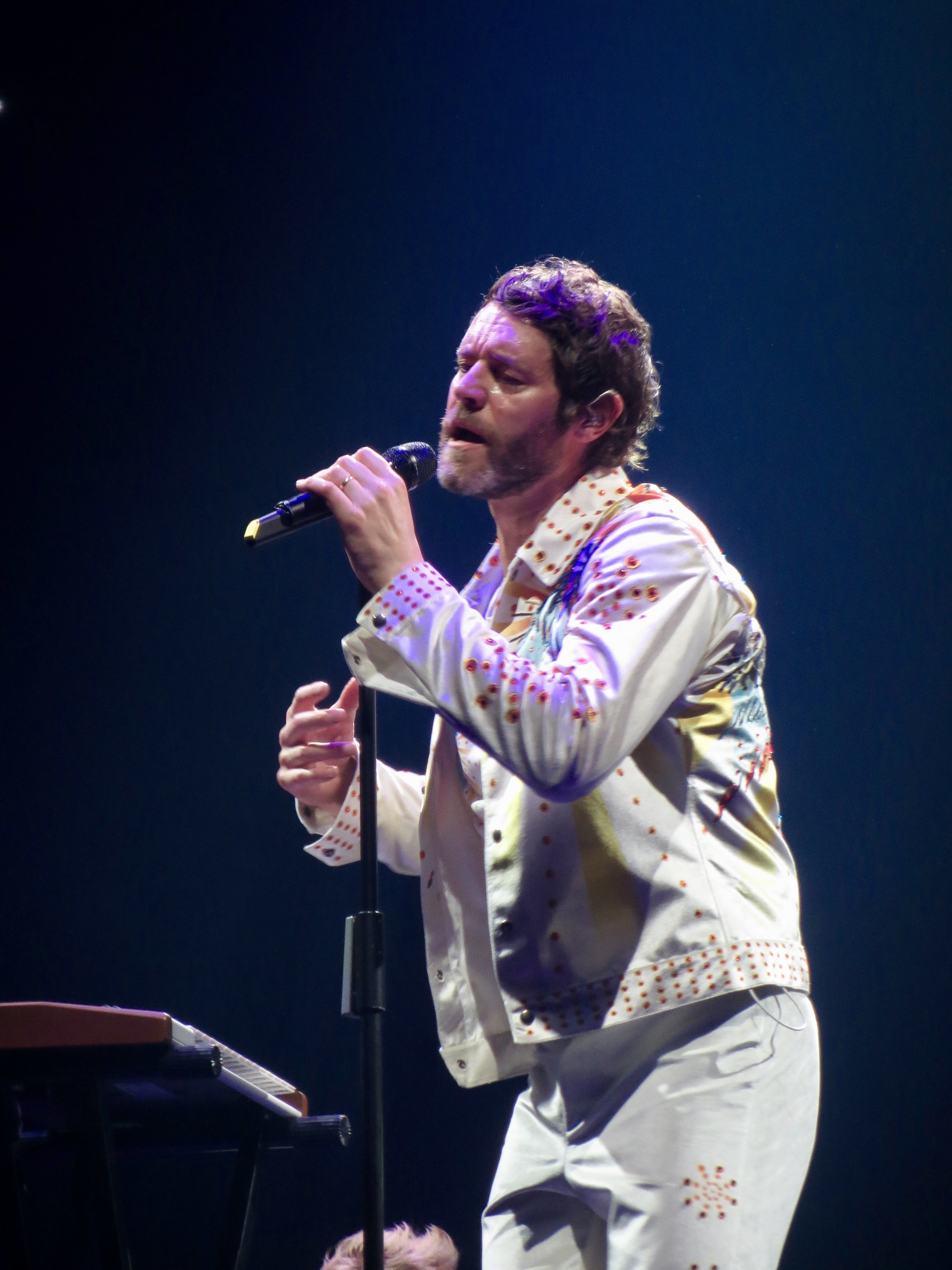
Howard Donald近照

霍華德·唐納德（英語：Howard Paul Donald；1968年4月28日—）是英國的一位歌手、作詞作曲家、鼓手、鋼琴師、舞者、DJ、音樂製作人。他是英國偶像團體接招合唱團的成員，並且和傑森奧蘭奇都是接招中主要的舞者。在接招解散之後，他主要作為DJ活動。接招重新結成之後，他再次成為接招的一員。他有兩個女兒。